# Брандштедтер, Мордехай Давид
Мордехай Давид Брандштедтер (1844—1928) — галицийский новеллист и поэт на иврите. Писал юмористические и сатирические рассказы о галицком еврействе.

## Биография и творчество
Родился в 1844 году в Бжеско (Галиция, ныне Польша), в ортодоксальной семье. Родители дали ему обычное в этой среди воспитание и женили его в 14 лет. Поселившись у родителей жены в Тарнуве, Мордехай занялся самообразованием и ознакомился с новоеврейской и немецкой литературами. Занимаясь торговлей, посвящал свой досуг литературе.
Он дебютировала переводом на еврейский язык брошюры Филиппсона «Действительно ли евреи распяли Иисуса?» («Наben die Juden wirklich Jesum gekreuzigt», напечатано в издававшейся в Бродах газете «Haibri», 1867); однако своё призвание проявил в области беллетристики.
Посетив в 1869 году Вену, познакомился со Смоленскиным, который приступил тогда к изданию журнала на иврите Ха-Шахар («Восход»). По его совету Брандштедтер написал свой первый бытовой очерк из жизни галицийских евреев, «Elihau ha-nabi» («Илия пророк», Ха-Шахар, I; переведён на польский язык в варшавской газете «Israelita»), обративший на себя внимание. За этим рассказом последовал ряд других:
- «Мордехай Кизович» (там же, II; переведен на английский, а также на русский язык, «Еврейская библиотека», III);
- «Reschit Madon» (из жизни модернизированных галицийских евреев, там же, II);
- «Чудеса города Жидытчева» (там же, III);
- «Доктор Йозеф Альфаси» (там же, VII);
- «Zorer hajehudimme’ir Grilew» (там же, IV русский перевод под заглавием «Грилывский юдофоб», «Восход», 1893, X);
- «Mechajil el chajil» и «Sidonia» (там же, XII).[2]

После прекращения «Ха-Шахара» (1885) Брандштедтер стал помещать уже менее удачные рассказы в других изданиях: «Peulath Zadik» (Hameliz); «Salman Goi» (Haschiloach); «Zadikim be’kalkaltom etc.»; «Rabbi Abraham ben Nachum», «Dr Bardeles», «Bank be’hachscher Habarbur» (Luach Achiassaf).
В 1890 году было издано собрание рассказов Брандштедтера в двух томах, и в собрание вошли десять рассказов в прозе и три в стихах. Некоторые рассказы, как «Mordechai Kisowitz» и «Mechajil el chajil», вышли отдельными изданиями.
С началом Первой мировой войны в 1914 году он был вынужден бежать в Прагу, а затем в Вену.
Умер в Тарнове весной 1928 года в возрасте 84 лет.

## Оценка творчества
По оценке Цинберга, Брандштедтер был прекрасным знатоком еврейского быта небольших галицийских городов и местечек и дал в своих произведениях живую и правдивую, хотя недостаточно глубокую картину этого своеобразного мира. Юморист по преимуществу, Брандштедтер, останавливаясь на мелких явлениях будничной жизни захолустья, улавливал лишь внешние, но характерные черты невежественных и фанатичных галицийских евреев и со свойственным ему сарказмом высмеивал своих старомодных героев. С таким же юмором, как хасидов и цадиков, он осмеивал и местечковых «маскилим» и «аристократов». В 1870-е годы рассказами Брандштедтера зачитывались в Галиции и России, и они имели значительное влияние на молодежь еврейского захолустья.